# Victoria Bergsman
Victoria Bergsman (4 maggio 1977) è una cantautrice e musicista svedese.

## Biografia
Victoria Bergsman è conosciuta per essere stata la cantante della pop band indie The Concretes dal 1995 al 2006. Fin dall'abbandono della band nel 2006 si è occupata del suo nuovo progetto Taken by Trees. Il successo di Victoria Bergsman è dovuto alla sua voce dal timbro unico, fragile, malinconico e a tratti dissonante che caratterizza qualsiasi sua produzione. Nel 2006 presta la sua voce a Peter Bjorn and John per il singolo Young Folks, che ha un ottimo successo internazionale. Tra le altre collaborazioni artistiche di Victoria quella con i New Order per il video di Temptation.
Nel 2009 esce Eden of Edem secondo album del suo progetto solista Taken by Trees, frutto di una collaborazione con alcuni musicisti pakistani. È stato annunciato che all'uscita dell'album verrà allegato un breve documentario.